# Gmina Zrinski Topolovac
Gmina Zrinski Topolovac (chorw. Općina Zrinski Topolovac) – gmina w Chorwacji, w żupanii bielowarsko-bilogorskiej.

## Miejscowości i liczba mieszkańców (2011)
- Jakopovac – 138
- Križ Gornji – 144
- Zrinski Topolovac – 608